# ボブ・ミンクラー
ロバート・アラン・"ボブ"・ミンクラー（Robert Alan "Bob" Minkler, 1937年8月31日 - 2015年10月11日）は、アメリカ合衆国の音響技術者である。1957年から1992年までに50本以上の映画にクレジットされており、『スター・ウォーズ』（1977年）でアカデミー賞録音賞を獲得している。2015年10月11日にオレゴン州の自宅で呼吸不全により亡くなる。
甥のマイケル、兄弟のリーも同じく音響技術者である。

## 受賞とノミネート
| 賞               | 年   | 部門   | 作品名           | 結果       |
| ---------------- | ---- | ------ | ---------------- | ---------- |
| アカデミー賞     | 1977 | 録音賞 | スター・ウォーズ | 受賞       |
| アカデミー賞     | 1982 | 録音賞 | トロン           | ノミネート |
| 英国アカデミー賞 | 1978 | 録音賞 | スター・ウォーズ | 受賞       |